# Гамбург-Альтона-Норд
Альтона-Норд (нім. Altona-Nord) — частина району Альтона вільного та ганзейського міста Гамбург. Альтона-Норд відповідає північним передмістям міста Альтона в Гольштейні, яке було незалежним до 1938 року, а також колишнім частинам мікрорайону Оттензен.